# Villayerno Morquillas
Villayerno Morquillas är en kommun i Spanien.   Den ligger i provinsen Provincia de Burgos och regionen Kastilien och Leon, i den norra delen av landet, 220 km norr om huvudstaden Madrid. Antalet invånare är 218. Arean är 9,0 kvadratkilometer. Villayerno Morquillas gränsar till Burgos, Quintanilla Vivar, Valle de las Navas och Hurones. 
Terrängen i Villayerno Morquillas är platt.